# 周秉德
周秉德（1937年4月—），女，中华人民共和国政治人物，曾任中国新闻社副社长，中国和平统一促进会常务理事，第九、十届全国政协委员。

## 著作
- 《周恩来诗联集笺注》1998江苏文艺出版社
- 《我的伯父周恩来》2000辽宁人民出版社
- 《亲情西花厅：我们心中的伯父伯母》2008-12红旗出版社
- 《我的伯父伯母周恩来邓颖超》2018-01金城出版社

## 家庭
父亲周恩寿，伯父周恩来，丈夫是沈钧儒之孙沈人骅。